# Anethoporus clarki
Anethoporus clarki är en mångfotingart som beskrevs av Chamberlin 1918. Anethoporus clarki ingår i släktet Anethoporus och familjen Spirostreptidae. Inga underarter finns listade i Catalogue of Life.